# Saint-Léonard-des-Parcs
Saint-Léonard-des-Parcs est une commune française, située dans le département de l'Orne en région Normandie, peuplée de 76 habitants.

## Géographie
| Chailloué (comm. dél. de Neuville-près-Sées)                 | Godisson, La Genevraie  | La Genevraie, Brullemail |
| Chailloué (comm. dél. de Neuville-près-Sées), Aunou-sur-Orne | Saint-Léonard-des-Parcs | Gâprée                   |
| Aunou-sur-Orne                                               | Trémont                 | Gâprée                   |

### Hydrographie
La commune est située dans le bassin Seine-Normandie. Elle est drainée par le Don, la Senelle, un bras du Don, le cours d'eau 01 du Ménil Sec, le Don, le ruisseau des Gouffres, le ruisseau des Monts Damain, le ruisseau des Veaux Massees et  et un autre petit cours d'eau.
Le Don, d'une longueur de 30 km, prend sa source dans la commune de Brullemail et se jette  dans l'Orne à Almenêches, après avoir traversé dix communes. 

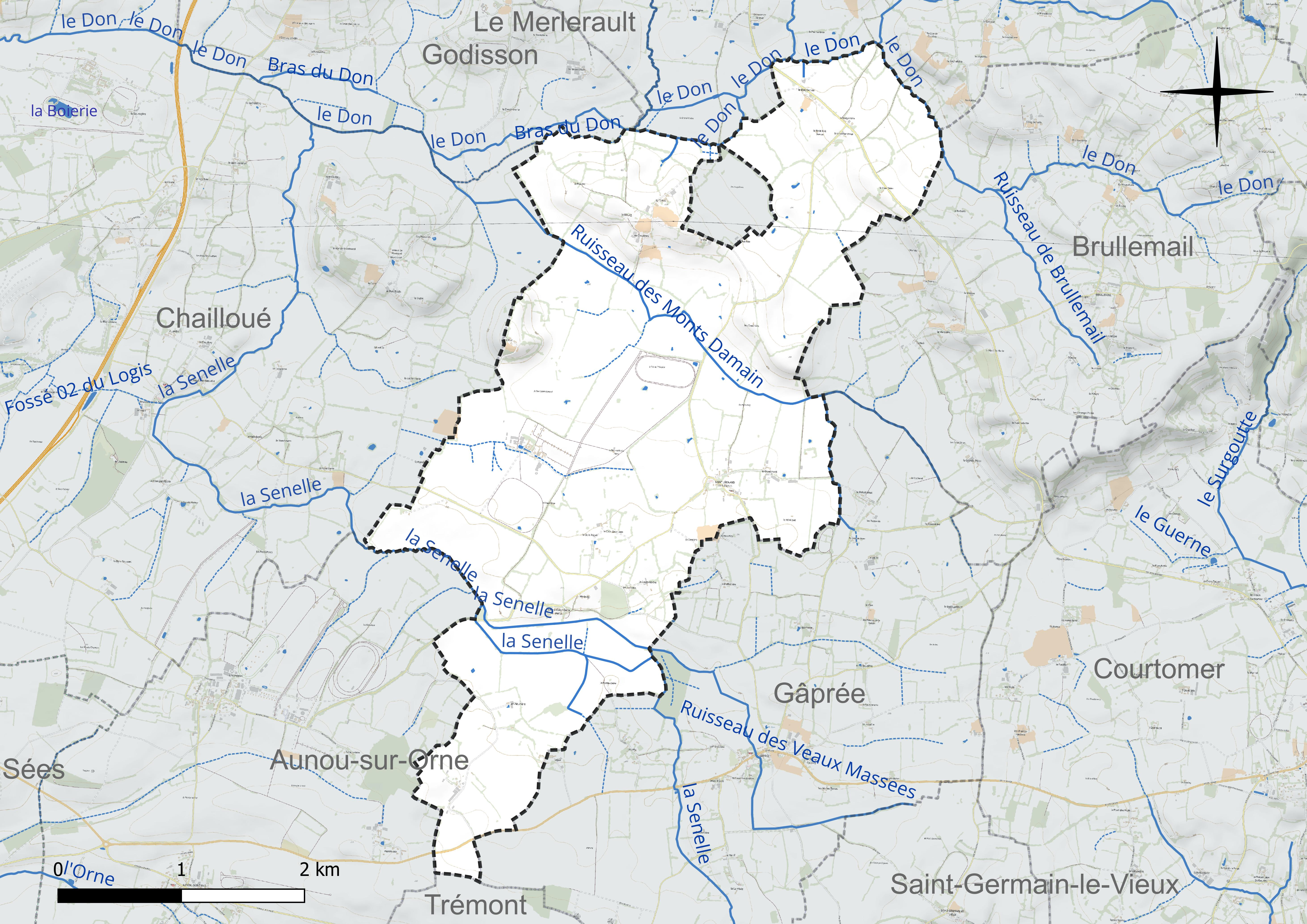
Réseau hydrographique de Saint-Léonard-des-Parcs.

La Senelle, d'une longueur de 12 km, prend sa source dans la commune de Gâprée et se jette  dans le Don à Chailloué, après avoir traversé quatre communes. 

### Climat
Pour des articles plus généraux, voir Climat de la Normandie et Climat de l'Orne.
En 2010, le climat de la commune est de type climat océanique dégradé des plaines du Centre et du Nord, selon une étude du CNRS s'appuyant sur une série de données couvrant la période 1971-2000. En 2020, Météo-France publie une typologie des climats de la France métropolitaine dans laquelle la commune est dans une zone de transition entre le climat océanique et le climat océanique altéré et est dans la région climatique Normandie (Cotentin, Orne), caractérisée par une pluviométrie relativement élevée (850 mm/a) et un été frais (15,5 °C) et venté. Parallèlement le GIEC normand, un groupe régional d’experts sur le climat, différencie quant à lui, dans une étude de 2020, trois grands types de climats pour la région Normandie, nuancés à une échelle plus fine par les facteurs géographiques locaux. La commune est, selon ce zonage, exposée à un « climat des plateaux abrités », se caractérisant par une pluviométrie et des contraintes thermiques modérées mais aussi, par effet de continentalité, des températures plus contrastées qu'au nord dans la plaine de Caen, avec communément 10 à 15 jours par an de plus de froid en hiver et de chaleur en été.
Pour la période 1971-2000, la température annuelle moyenne est de 9,9 °C, avec une amplitude thermique annuelle de 14,1 °C. Le cumul annuel moyen de précipitations est de 770 mm, avec 12 jours de précipitations en janvier et 8 jours en juillet. Pour la période 1991-2020, la température moyenne annuelle observée sur la station météorologique la plus proche, située sur la commune du Merlerault à 6 km à vol d'oiseau, est de 0,0 °C et le cumul annuel moyen de précipitations est de 0,0 mm,. Pour l'avenir, les paramètres climatiques de la commune estimés pour 2050 selon différents scénarios d’émission de gaz à effet de serre sont consultables sur un site dédié publié par Météo-France en novembre 2022.

## Urbanisme

### Typologie
Au 1er janvier 2024, Saint-Léonard-des-Parcs est catégorisée commune rurale à habitat très dispersé, selon la nouvelle grille communale de densité à sept niveaux définie par l'Insee en 2022.
Elle est située hors unité urbaine et hors attraction des villes,.

### Occupation des sols
L'occupation des sols de la commune, telle qu'elle ressort de la base de données européenne d’occupation biophysique des sols Corine Land Cover (CLC), est marquée par l'importance des territoires agricoles (96,6 % en 2018), en diminution par rapport à 1990 (100 %). La répartition détaillée en 2018 est la suivante : 
prairies (85 %), terres arables (11,6 %), espaces verts artificialisés, non agricoles (3,4 %). L'évolution de l’occupation des sols de la commune et de ses infrastructures peut être observée sur les différentes représentations cartographiques du territoire : la carte de Cassini (XVIIIe siècle), la carte d'état-major (1820-1866) et les cartes ou photos aériennes de l'IGN pour la période actuelle (1950 à aujourd'hui).

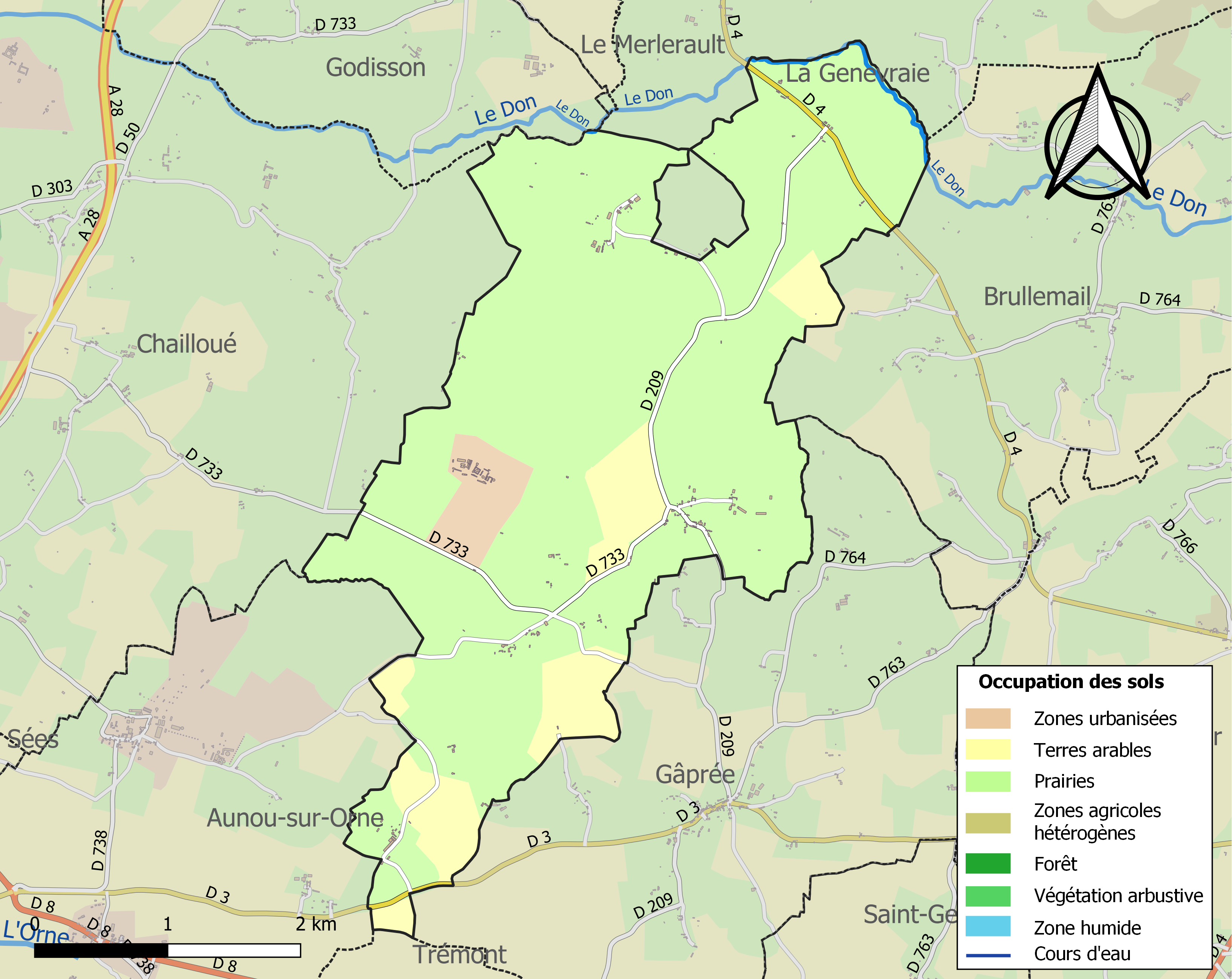
Carte des infrastructures et de l'occupation des sols de la commune en 2018 (CLC).

## Toponymie
Le nom de la paroisse est attesté sous la forme Sanctus Leonardus au XIIIe siècle, Herbidor en 1789, Lespares en 1793, Saint-Léonard en 1801.
Saint-Léonard fait allusion à Léonard, abbé de Vandeuvre, près du Mans (VIe siècle), souvent nommé par la croyance populaire Saint Léonard.
Les parcs pour les parcs équestres locaux, (haras).
Au cours de la période révolutionnaire de la Convention nationale (1792-1795), la commune a porté le nom d'Herbidor.

## Histoire
En 1821, Saint-Léonard-des-Parcs (107 habitants) absorbe Sainte-Colombe-la-Petite (155 habitants), au sud-ouest de son territoire ; cette dernière avait porté le nom révolutionnaire de Prairial.
Le gentilé est Saint-Léonardais.

## Politique et administration
| Période                                  | Période   | Identité             | Étiquette | Qualité |
| ---------------------------------------- | --------- | -------------------- | --------- | ------- |
| avant 1988                               | ?         | Jacques Thibault     |           |         |
| ?                                        | mars 2001 | Jean-Pierre Cosseron |           |         |
| mars 2001                                | mai 2021  | Antoine Cotrel       | SE        | Éleveur |
| octobre 2021                             | En cours  |                      |           |         |
| Les données manquantes sont à compléter. |           |                      |           |         |

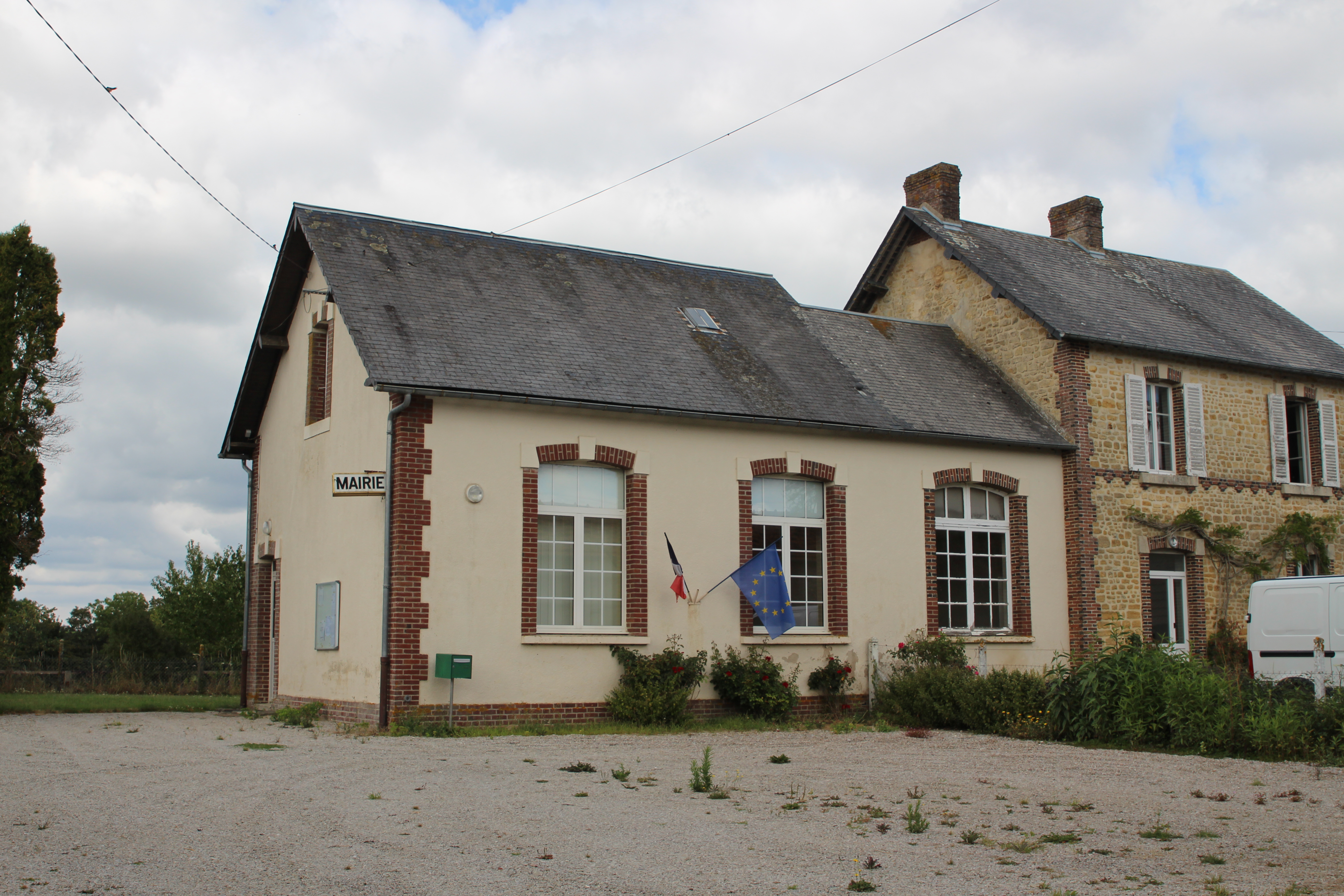
Mairie.

Le conseil municipal est composé de sept membres dont le maire et un adjoint.

## Démographie
L'évolution du nombre d'habitants est connue à travers les recensements de la population effectués dans la commune depuis 1793. Pour les communes de moins de 10 000 habitants, une enquête de recensement portant sur toute la population est réalisée tous les cinq ans, les populations de référence des années intermédiaires étant quant à elles estimées par interpolation ou extrapolation. Pour la commune, le premier recensement exhaustif entrant dans le cadre du nouveau dispositif a été réalisé en 2008.
En 2022, la commune comptait 76 habitants, en évolution de +4,11 % par rapport à 2016 (Orne : −3,21 %, France hors Mayotte : +2,11 %).
Saint-Léonard-des-Parcs a compté jusqu'à 255 habitants en 1836, mais les deux communes de Saint-Léonard-des-Parcs et de Sainte-Colombe-la-Petite, fusionnées en 1821, totalisaient 330 habitants en 1806 (respectivement 131 et 199).
| 1793 | 1800 | 1806 | 1821 | 1836 | 1841 | 1846 | 1851 | 1856 |
| ---- | ---- | ---- | ---- | ---- | ---- | ---- | ---- | ---- |
| 115  | 125  | 131  | 107  | 255  | 254  | 218  | 211  | 228  |

| 1861 | 1866 | 1872 | 1876 | 1881 | 1886 | 1891 | 1896 | 1901 |
| ---- | ---- | ---- | ---- | ---- | ---- | ---- | ---- | ---- |
| 220  | 211  | 194  | 174  | 187  | 177  | 160  | 158  | 181  |

| 1906 | 1911 | 1921 | 1926 | 1931 | 1936 | 1946 | 1954 | 1962 |
| ---- | ---- | ---- | ---- | ---- | ---- | ---- | ---- | ---- |
| 184  | 178  | 198  | 204  | 205  | 195  | 183  | 193  | 187  |

| 1968 | 1975 | 1982 | 1990 | 1999 | 2006 | 2008 | 2013 | 2018 |
| ---- | ---- | ---- | ---- | ---- | ---- | ---- | ---- | ---- |
| 186  | 147  | 107  | 105  | 54   | 66   | 70   | 73   | 77   |

| 2022 | - | - | - | - | - | - | - | - |
| ---- | - | - | - | - | - | - | - | - |
| 76   | - | - | - | - | - | - | - | - |

## Lieux et monuments

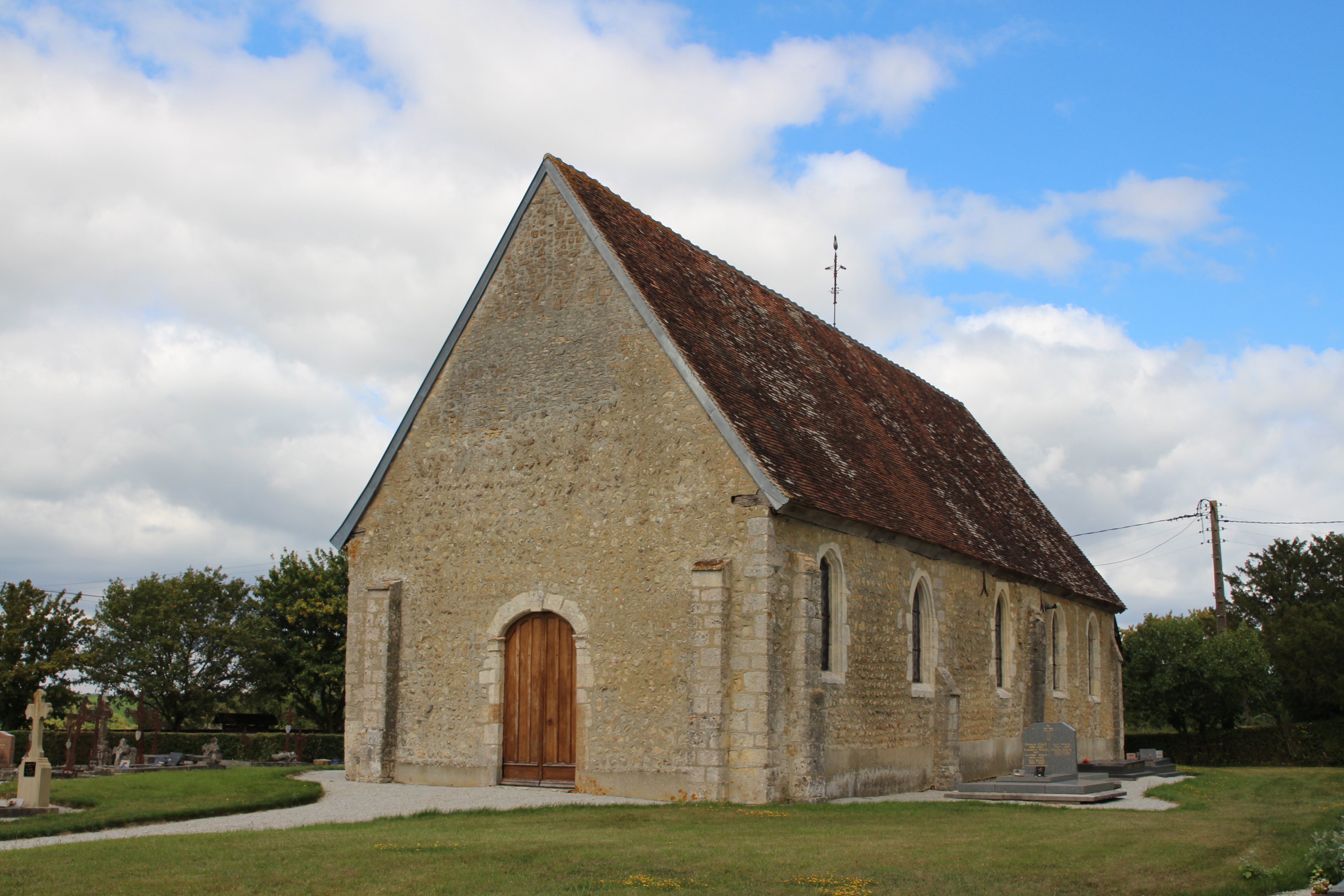
L'église Saint-Léonard.

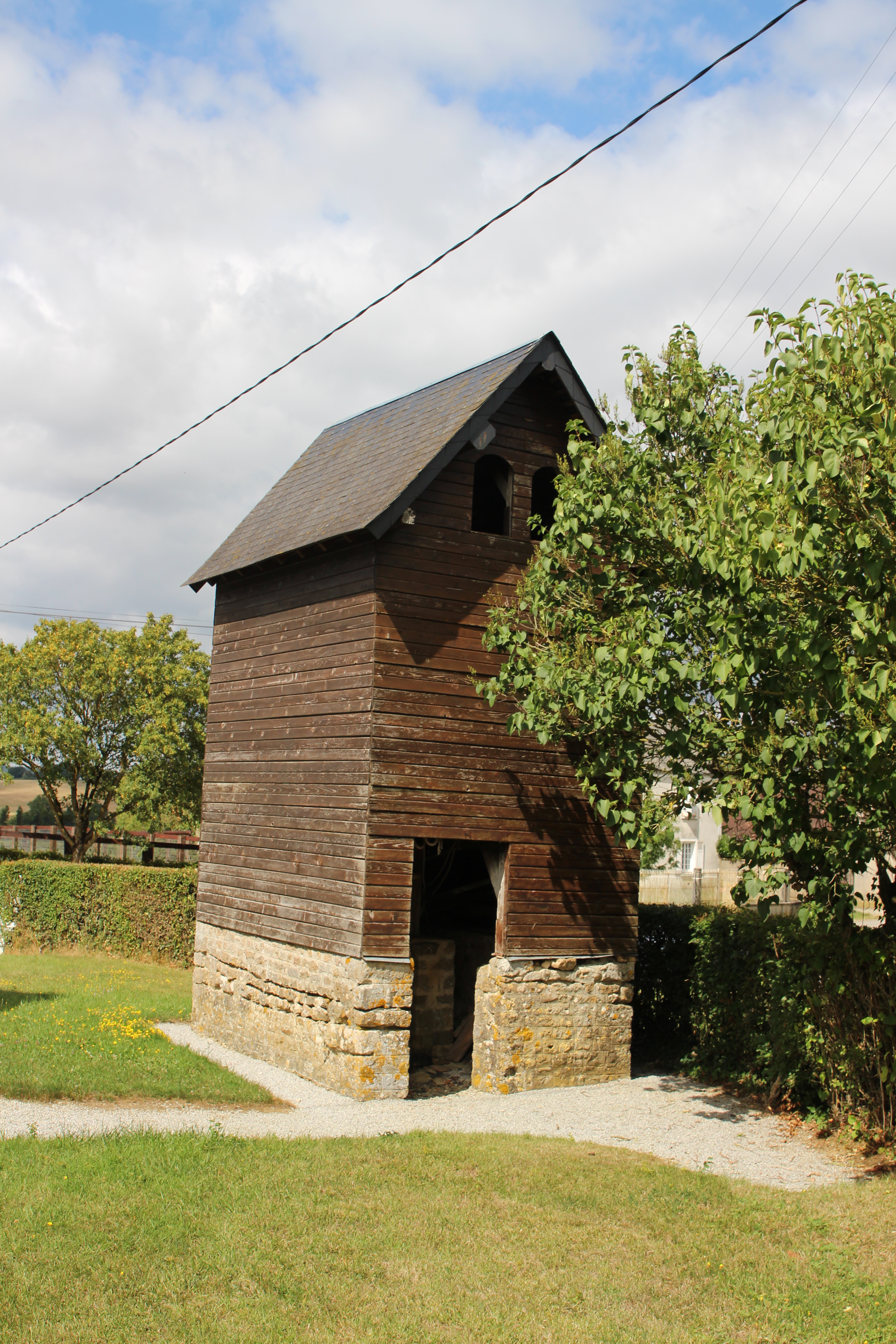
Le clocher en bois, déporté.

- Église Saint-Léonard du XVIIe siècle.
- Restes d'un château du XIVe siècle. Il en subsiste trois tours et des fragments de l'enceinte[35].
- Manoir des Rouges-Terres du XVIe siècle transformé en haras à 1,5 km à l'ouest[36].